# Dan Fogelberg
Daniel Grayling "Dan" Fogelberg, född 13 augusti 1951 i Peoria i Illinois, död 16 december 2007 i Deer Isle i Maine, var en amerikansk sångare, låtskrivare och musiker.
Fogelbergs största hit var "Longer" från 1979 som nådde amerikanska Billboard-listans andraplats.
Fogelberg spelade även med andra artister, bland andra Emmylou Harris och Vince Gill.

## Diskografi
Album
- Home Free (1972)
- Souvenirs (1974)
- Captured Angel (1975)
- Nether Lands (1977)
- Phoenix (1979)
- The Innocent Age (1981)
- Windows and Walls (1984)
- High Country Snows (1985)
- Exiles (1987)
- The Wild Places (1990)
- Greetings from the West (1991) (live)
- River of Souls (1993)
- Love Songs (1995)
- Portrait - 4-CD Box Set Spanning 25 Years Of Music (1997) (4-CD-box)
- Promises (1997)
- The First Christmas Morning (1999)
- Something Old New Borrowed & Some Blues (2000) (live)
- Full Circle (2003)